# Chamusca
Chamusca is een plaats en gemeente in het Portugese district Santarém.
De gemeente heeft een totale oppervlakte van 746 km² en telde 11.492 inwoners in 2001.

## Plaatsen in de gemeente
- Carregueira
- Chamusca
- Chouto
- Parreira
- Pinheiro Grande
- Ulme
- Vale de Cavalos